# Понтий Карфагенский

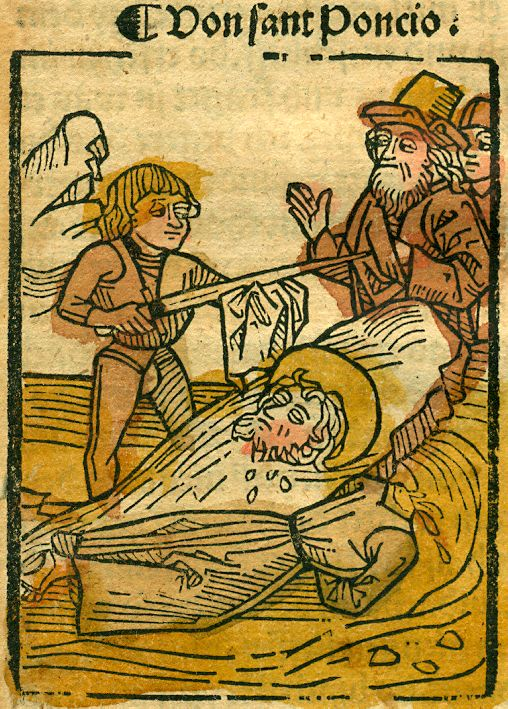
Понтий, присутствующий при казни Киприана Карфагенского. Гравюра из книги «Жития святых» («Der Heilegen Leben»), напечатанной Иоганном Шеншпергером в Аугсбурге, 2 декабря 1482.)

По́нтий (др.-греч. Πόντιος; лат. Pontius; III век) — диакон церкви в Карфагене, христианский писатель. 68-я глава книги Иеронима Стридонского «О знаменитых мужах» посвящена Понтию. Понтий был диаконом у епископа Киприана Карфагенского, разделивший с ним изгнание и до самой смерти святителя находился рядом с Киприаном. Иероним Стридонский сообщает о том, что Понтий оставил после себя выдающийся труд о жизни и смерти Киприана. Сочинения «Жизнь и страдания Киприана» (лат. «De vita et passione S. Cypriane») сохранилось и напечатано в 3-м томе Латинской Патрологии. Понтий причислен в Католичестве к лику святых, его житие помещено в «Acta Sanctorum» 8 марта.